# Градіште (округ Полтар)
Градіште (словац. Hradište, угор. Várkút) — село, громада в окрузі Полтар, Банськобистрицький край, центральна Словаччина. Кадастрова площа громади — 14,51 км². Населення — 244 особи (за оцінкою на 31 грудня 2017 р.).
Перша згадка 1411 року.

## Географія
Протікає річка Држково.

## Населення
| Рік:            | 1994. | 2004.   | 2014.    | 2024.   |
| --------------- | ----- | ------- | -------- | ------- |
| Кількість осіб: | 306   | 290     | 245      | 226     |
| Різниця:        |       | -5,22 % | -15,51 % | -7,75 % |

| Рік:            | 2023. | 2024.   |
| --------------- | ----- | ------- |
| Кількість осіб: | 224   | 226     |
| Різниця:        |       | +0,89 % |